# 三浦浩子
三浦 浩子（みうら ひろこ、12月10日 - ）は、漫画家。
宮崎県日向市に生まれる。宮崎県立富島高等学校を卒業。漫画家を目指し上京する。1977年、『ちゃお』創刊号に「はじめての季節」でデビューする。1999年には『愛の仮面』が『恋愛詐欺師』のタイトルでテレビドラマ化された。
『ねこぱんち』（少年画報社）にも『猫と魔法の樹』や『猫の羽』などでたびたび連載している。

## 作品リスト
- 愛の仮面
- おとめ気分
- 美里ノート
- 翔べ心!!
- 丘の上の仲間たち
- 猫と魔法の樹
- 猫の羽
- いとしさの行方（原作：ケイト・ウォーカー）[1]